# Alisi Tupuailei
Pas d'image ? Cliquez ici

a Compétitions nationales et continentales officielles uniquement.

b Matchs officiels uniquement.
Dernière mise à jour le 22 août 2016.
Alisi Tupuailei (アリシ・トゥプアイレイ), né le 1er février 1982 à Manunu (Samoa), est un ancien joueur de rugby à XV international japonais évoluant aux postes d'centre ou d'ailier. Il mesure 1,87 m pour 116 kg.

## Carrière

### En club
Alisi Tupuailei a commencé par évoluer avec la province de Canterbury RFC en NPC entre 2001 et 2003.
En 2004, il rejoint le club japonais des Honda Heat avec qui il joue pendant six saisons. Il dispute ses cinq premières saisons en Top Ligue Ouest A (deuxième division régionale japonaise) avant d'obtenir la montée en Top League lors de sa dernière saison au club en 2009.
En 2010, il rejoint pour deux saisons le club des Canon Eagles qui évolue en Top Ligue Est A. Grâce à de bonnes performances (16 essais en 12 matchs), il permet au club de monter en Top League  avant son départ.
Lors de la saison 2013-2014, il joue au Sri Lanka avec le club du Navy SC qui évolue en Dialog Rugby League avant de prendre sa retraite de joueur.
En 2015, il retourne en Nouvelle-Zélande dans son ancien club amateur de New Brighton RFC pour lequel il est entraîneur-joueur.

### En équipe nationale
Alisi Tupuailei devient sélectionnable avec le Japon à partir de 2007, car il a joué plus de trois ans dans le championnat local et il n'a jamais porté les couleurs de son pays d'origine.
Il obtient sa première cape internationale avec l'équipe du Japon le 15 novembre 2009 à l’occasion d’un match contre l'équipe du Canada à Miyagi.
Il est sélectionné par John Kirwan pour participer à la coupe du monde 2011  en Nouvelle-Zélande. Il dispute quatre matchs contre la France, la Nouvelle-Zélande, les Tonga et le Canada.

## Palmarès

### En club
- Champion de la Top Ligue Ouest A en 2008.
- Champion de la Top Ligue Est A en 2010 et 2011.

### En équipe nationale
- 20 sélections avec  l'équipe du Japon.
- 21 essais (105 points)
- Sélections par année : 2 en 2009, 9 en 2010, 9 en 2011.
- Participation à la coupe du monde 2011 (4 matchs).